# باب اسفنجی شلوار مکعبی: نور، دوربین، شلوار!
باب اسفنجی شلوار مکعبی: نور، دوربین، شلوار! یک بازی ویدیویی است که بر اساس مجموعه تلویزیونی باب اسفنجی شلوار مکعبی ساخته شده‌است. در ۱ اکتبر ۲۰۰۵ مطابق با مهر ۱۳۸۴ برای ایکس باکس، پلی استیشن ۲، گیم کیوب، گیم بوی ادونس و رایانه‌های شخصی معرفی شد. این اولین بازی باب اسفنجی شلوار مکعبی است که دارای مینی بازی‌های چند نفره، مشابه سری بازی‌های ویدیویی ماریو پارتی است.

## گیم پلی

### نسخه‌های کنسول خانگی
در نسخه‌های کنسول خانگی بازی، شهر بیکینی باتم در حال تولید نمایش سالگرد ماجرجویی جدید مرد دریا و پسر صدفی، تهیه‌کننده اجرایی گل همرستین (با صدای نولان نورث) است، که عنوان معروف باب اسفنجی می‌خواهد به عنوان نقش اصلی بازی کنید. باب اسفنجی برای تحت تأثیر قرار دادن استعدادهای درخشان و بازی در نقش اصلی شخصیت شرور، باید با شخصیت‌های دیگر این مجموعه - یعنی پاتریک ستاره، اختاپوس، آقای خرچنگ، سندی و پلانکتون رقابت کند.
این بازی شامل ۳۰ مینی بازی منحصر به فرد (که به آنها " هنرآزمایی " گفته می‌شود) سبک و اهداف مختلفی دارند، اگرچه هدف مشترک کسب بالاترین امتیازات است. هر بازی کوچک بر اساس یک منطقه یا مکان در پایین بیکینی است. هر مکان دارای سه بازی کوچک است. در کل ۸ مکان برای ۲۴ بازی کوچک وجود دارد که از طریق حالت داستان بازی می‌شوند. شش مورد دیگر مینی گیم‌های پاداش قابل بازشدن هستند. نمونه‌هایی از بازی‌های کوچک شامل آزمون رانندگی است که هدف آن پایان دوره اول از طریق سه دوره رانندگی است. فرار از زندان که هدف آن آزاد سازی هرچه بیشتر زندانیان زندان بدون گرفتار شدن است. و یک بازی کوچک ریتمی، که هدف آن مطابقت با نت‌های کوتاه و بلند موسیقی است که به سمت یک نشانگر حرکت می‌کنند. دو نوع مینی گیم وجود دارد: نوع رایگان برای همه که همه بازیکنان در برابر یکدیگر رقابت می‌کنند و نوع ۲-در مقابل ۲ که بازیکنان به دو تیم دو نفره تقسیم می‌شوند.
بازی دارای شش شخصیت قابل بازی است: باب اسفنجی، اختاپوس، سندی، پلانکتون، پاتریک و آقای خرچنگ. قبل از شروع بازی، بازیکن باید یکی از شش شخصیت را انتخاب کند، سپس انتخاب کند که حداکثر سه بازیکن دیگر به آن بپیوندند یا مخالفان کنترل شده توسط AI را اضافه کند. همه کاراکترها از ابتدا در دسترس هستند و فقط تفاوت‌های زیبایی شناختی در بازی‌های کوچک دارند، به عنوان مثال باب اسفنجی به رنگ زرد مشخص شده‌است. آنها هیچ مزیتی در گیم پلی نسبت به یکدیگر ندارند. با این حال، بازیکن این گزینه را دارد که در سه گزینه مختلف (آسان، متوسط، سخت) دشواری گیم پلی را انتخاب کند، و همچنین دشواری مخالفان AI را در سه گزینه (کم هوش، نرمال، هوشمند) تنظیم کند.

#### حالت‌های بازی
در حالت داستان، بازیکنان برای جابجایی در ۸ مکان بازی باید مقدار مشخصی از امتیازات محبوبیت را بدست آورند. اگر هیچ کاراکتر به امتیاز کافی نرسد، بازیهای کوچک باید دوباره پخش شوند تا زمانی که یکی از آنها از مارک عبور کند. اگر دو یا چند کاراکتر به همان مقدار امتیاز برسند، بسته به تعداد آنها که مساوی هستند، یک بازی تساوی شکن برای تعیین برنده انجام می‌شود. بعلاوه، هر مکان تعداد امتیازاتی را که هر چهار کاراکتر بدست می‌آورد نیز رتبه‌بندی می‌کند. داشتن بالاترین معنی به این معنی است که آن شخصیت خاص به ستاره اصلی بخش فیلم محل تبدیل می‌شود. پس از عبور از هر ۸ مکان، کلیپ‌های فیلم با هم ترکیب می‌شوند و یک فیلم سینمایی تمام عیار را تشکیل می‌دهند.
حالت داستانی سه مرحله دارد: برنز، نقره و طلا. فیلم‌های تولید شده یکسان هستند؛ تفاوت در تعداد نقاط مورد نیاز برای عبور از یک مکان است. هر مرحله همچنین دارای شخصیت‌های اکشن و آثار هنری خاص خود است که به ترتیب با انجام یک هدف خاص و کسب یک امتیاز خاص، در یک بازی کوچک خاص قفل می‌شوند. این بازی هنگام تلاش برای رفتن به مرحله بعدی به بازیکن هشدار می‌دهد، زیرا راهی برای بازگشت به مرحله قبل وجود ندارد، غیر از شروع از مرحله برنز. پس از انتخاب بازیکن برای ورود به یک مرحله جدید، تمام چهره‌ها و آثار هنری مرحله قبلی که هنوز جمع‌آوری نشده‌اند قفل می‌مانند.
این بازی همچنین شامل حالت تورنمت می‌باشد که در آن چهار بازیکن می‌توانند در یک تورنمنت حداکثر تا پنج بازی کوچک به رقابت بپردازند. همچنین شامل آزمون تک نفره می‌باشد که در آن چهار بازیکن می‌توانند در یک بازی کوچک به رقابت بپردازند. هر بازی کوچک که قفل آن باز شده‌است می‌تواند در هر دو حالت پخش شود. هر سه مرحله حالت داستان نیز در تورنمنت و آزمون تک نفره اعمال می‌شود و به بازیکنان این فرصت را می‌دهد تا چهره‌ها و کارهای هنری را که در حالت داستان از دست داده‌اند به دست آورند.

### فیلم سینمایی
پس از تکمیل مرحله حالت داستان، فیلم کامل ۳۰ دقیقه ای برای مشاهده در دسترس است.
این فیلم نتیجه برد در بازی‌های ممیزی است. در قسمت ماجراجویی حدید مرد دریا و پسر صدفی، آنها به اتهام سرقت استادیوم شن توسط یک افسر پلیس دستگیر می‌شوند. در زندان، آنها با دشمنان خود، من رِی و حباب کثیف ملاقات می‌کنند، اما می‌بینند که با رقیبان اصلی خود در کنار هم هستند تا بیکینی باتم را از بزرگترین دشمن خود نجات دهند. ارامیت اب زیر کاه - هدف او تصاحب بیکینی پایین با سرقت هر ساختمان و قرار دادن آنها بر پشت او است. من ری و حباب کثیف فکر می‌کنند که این ایده دیوانه است و فقط موافقت می‌کنند که به قهرمانان کمک کنند زیرا هرمیت نیز لانه‌های آنها را به سرقت برده‌است. سرانجام، هرمیت هر بنایی را در پایین بیکینی گرفته‌است به جز سوزن دریا، که توسط یک قفل کلیدی در جای خود قفل شده‌است. مرد پری دریایی بدون سرنخ به اطلاع می‌دهد که می‌تواند از سکوهای شستشوی پنجره برای بلند شدن و بازکردن قفل ساختمان استفاده کند. قهرمانان با سکوهای شستشوی پنجره هرمیت را تعقیب می‌کنند تا جلوی او را بگیرند. پس از دریافت مشاوره از یک شکارچی در مزرعه‌های چتر دریایی، پسر صدفی به پری دریایی من پیشنهاد می‌کند تا با عطسه کردن وی، جلوی مهاجر را بگیرد و بنابراین همه ساختمانها را سر جای خود بریزد. مرد پری دریایی برای این کار از فلفلی که از رستوران خرچنگ بدست آورده استفاده می‌کند و هرمیت شکست می‌خورد. در پایان فیلم، مرد ری و حباب کثیف تصمیم می‌گیرد که شرارت باقی بماند و فرار می‌کند تا به کارهای ناپاک علیه شهروندان ادامه دهد، در حالی که مرد پری دریایی و پسر بچه بارناکل با نامرئی بوآت موبیل خود به استادیوم شن می‌روند و بخش را خاتمه می‌دهند.

## صداپیشگان
- تام کنی در نقش باب‌اسفنجی شلوارمکعبی (شخصیت)
- بیل فاگرباککه در نقش پاتریک
- باب جولز در نقش اختاپوس و اسکوگ
- جو وایت در نقش آقای خرچنگ
- کارولین لارنس در نقش سندی
- ماری جو کاتلت در نقش خانم پاف
- آقای لارنس در نقش پلانکتون
- جیل تالی در نقش کارن
- تیم کانوی در نقش پسر صدفی
- جو آلاسکی در نقش مرد دریا
- باب جولز در نقش من ری
- نولان نورث در نقش گیل همرشتاین
- چارلز نلسون ریلی در نقش حباب کثیف
- دی بردلی بیکر در نقش Bubble Bass، Squilliam، Kevin C. Cucumber و Don the Whale

## بازخورد
آی جی ان نسخه کنسول خانگی را به‌طور کلی بررسی خوبی کرد. آنها در ارائه آن ۸٫۵ امتیاز دادند و گفتند: "استفاده عالی از مجوز. سینماهای عالی، طنز و یک داستان جالب. انتخاب مناسبی از بازی‌های کوچک. منوهای نرم و صاف برخی از بارهای جزئی. " آنها ۷+ امتیاز به گرافیک بازی، صدا و گیم پلی بازی دادند. انتقادات از آی جی ان بر تکرار بودن گفتگو و عدم عمق بازی متمرکز بود. آی جی ان به آن ۷ امتیاز کلی داده‌است. در همین حال ،گیم رنکینگز به ترتیب به ایکس باکس، گیم کیوب و رایانه‌های شخصی به ترتیب ۵۳٫۶۷٪، ۵۹٫۷۵٪، و ۷۵٪ داد. نسخه متاتریک با این تفاوت که نسخه‌های پلی اسیتشن ۲، ایکس باکس و رایانه‌های شخصی به ترتیب ۵۹٪، ۵۷٪، و ۶۸٪ بدست آوردند.